# Francesco di Teck
Francesco, duca di Teck (Francis Paul Charles Louis Alexander; Osijek, 28 agosto 1837 – Richmond Park, 21 gennaio 1900), è stato un membro della famiglia reale britannica, nonché padre della regina Mary. Francesco detenne il titolo di Conte di Hohenstein (Graf von Hohenstein) ed in seguito di Duca di Teck (Herzog von Teck). Gli fu garantito l'appellativo di Altezza nel 1887.

## Biografia

### Giovinezza
Francesco nacque il 28 agosto 1837 ad Esseng, Slavonia (attuale Osijek in Croazia). Suo padre era il Duca Alessandro di Württemberg, figlio del Duca Luigi di Württemberg. Sua madre era la Contessa Claudine Rhédey von Kis-Rhéde. In quanto figlio di un matrimonio morganatico, Francesco non aveva diritti alla successione nel Württemberg. Alla nascita ebbe il titolo di Conte Francesco di Hohenstein, in quanto tale titolo venne conferito alla madre dall'imperatore Ferdinando I d'Austria. Attraverso la Casata di Württemberg, Francesco era un lontano parente degli Asburgo, famiglia regnante d'Austria.
Nel 1863, Francesco fu creato Principe di Teck, con l'appellativo di Altezza Serenissima nel Regno di Württemberg, e nel 1871, fu creato Duca di Teck.

### Carriera militare

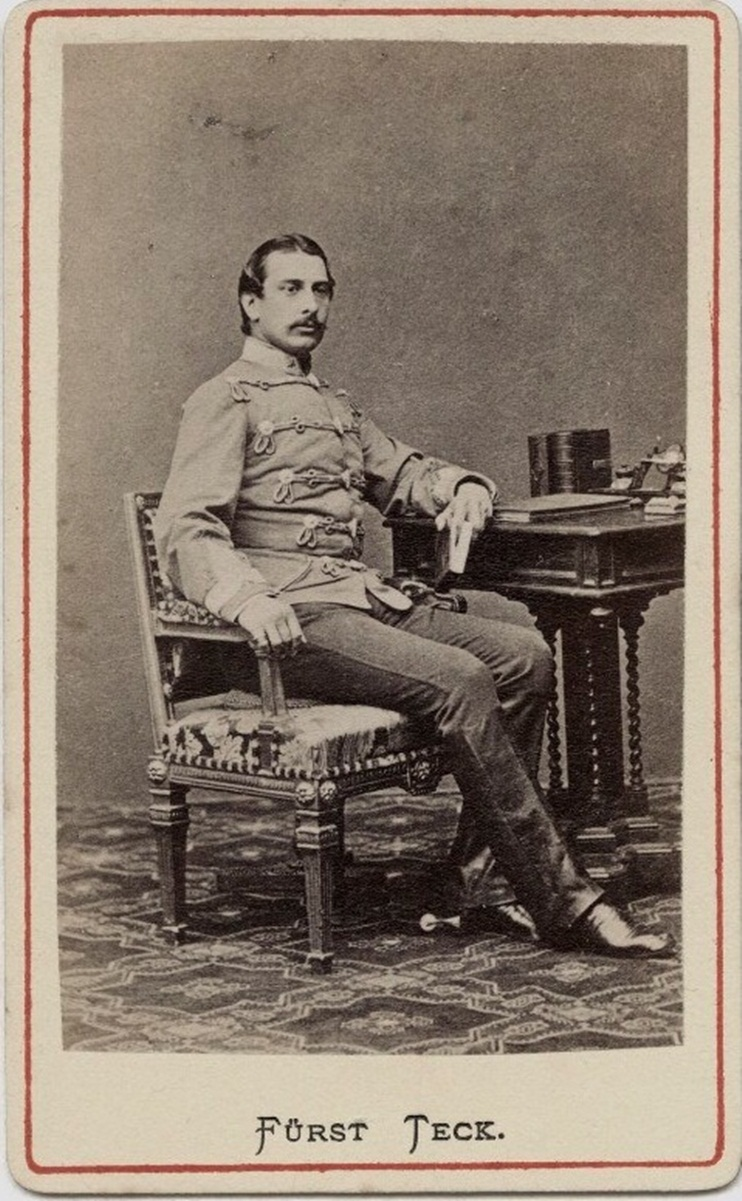
Francesco di Teck fotografato in uniforme nel 1860 circa

Come il padre, Francesco si arruolò nell'esercito austriaco, raggiungendo il grado di capitano durante la guerra austro-prussiana. Si ritirò dall'esercito austriaco quando si sposò e trasferì in Inghilterra nel 1866. In seguito si aggregò allo staff del generale britannico Sir Garnet Wolseley durante la Campagna d'Egitto del 1882. Fu pubblicato sulla Gazzetta Ufficiale un colonnello dell'esercito britannico nel novembre 1882 e successivamente promosso a Generale di Divisione, in soprannumero alla costituzione, nel luglio 1893.
Fu nominato colonnello onorario del 49 Middlesex Rifle Volontari (Post Office Rifles) il 16 agosto 1876 una posizione che mantenne fino alla sua morte.

### Matrimonio

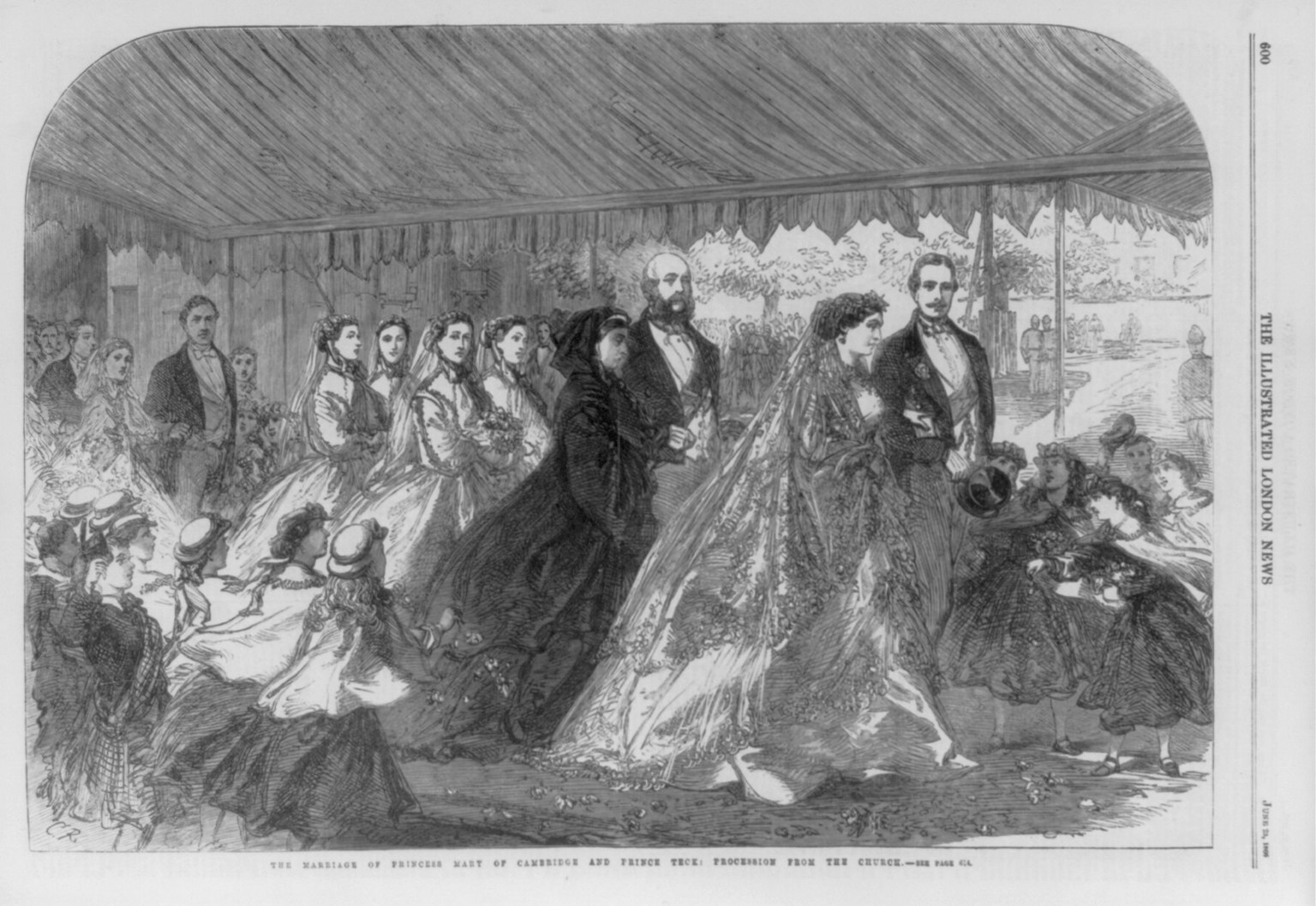
La principessa Maria Adelaide di Cambridge ed il principe Francesco di Teck nel giorno del loro matrimonio insieme alla famiglia reale britannica

Essendo figlio di un matrimonio morganatico e senza diritti di successione al trono, Francesco non era accettato come un marito per le principesse, nella maggior parte delle case reali europee. Egli inoltre aveva piccole rendite rispetto ad altri principi europei. Egli quindi si sposò in una famiglia più ricca, sposando la cugina di terzo grado di suo padre (discendenti entrambi da re Giorgio II di Gran Bretagna) la principessa Maria Adelaide di Cambridge, la figlia minore del Principe Adolfo, Duca di Cambridge ed una nipote di Giorgio III, che era conosciuta come "Fat Mary" a causa della sua ampia circonferenza. Ciò, unitamente al fatto che ella era (dal 1866) già sulla trentina, ha fatto sì che Maria Adelaide non fosse disponibile come scelta matrimoniale.
La coppia si sposò il 12 giugno 1866 nella St. Anne's Church a Kew ad ovest di Londra.

### Tempi difficili

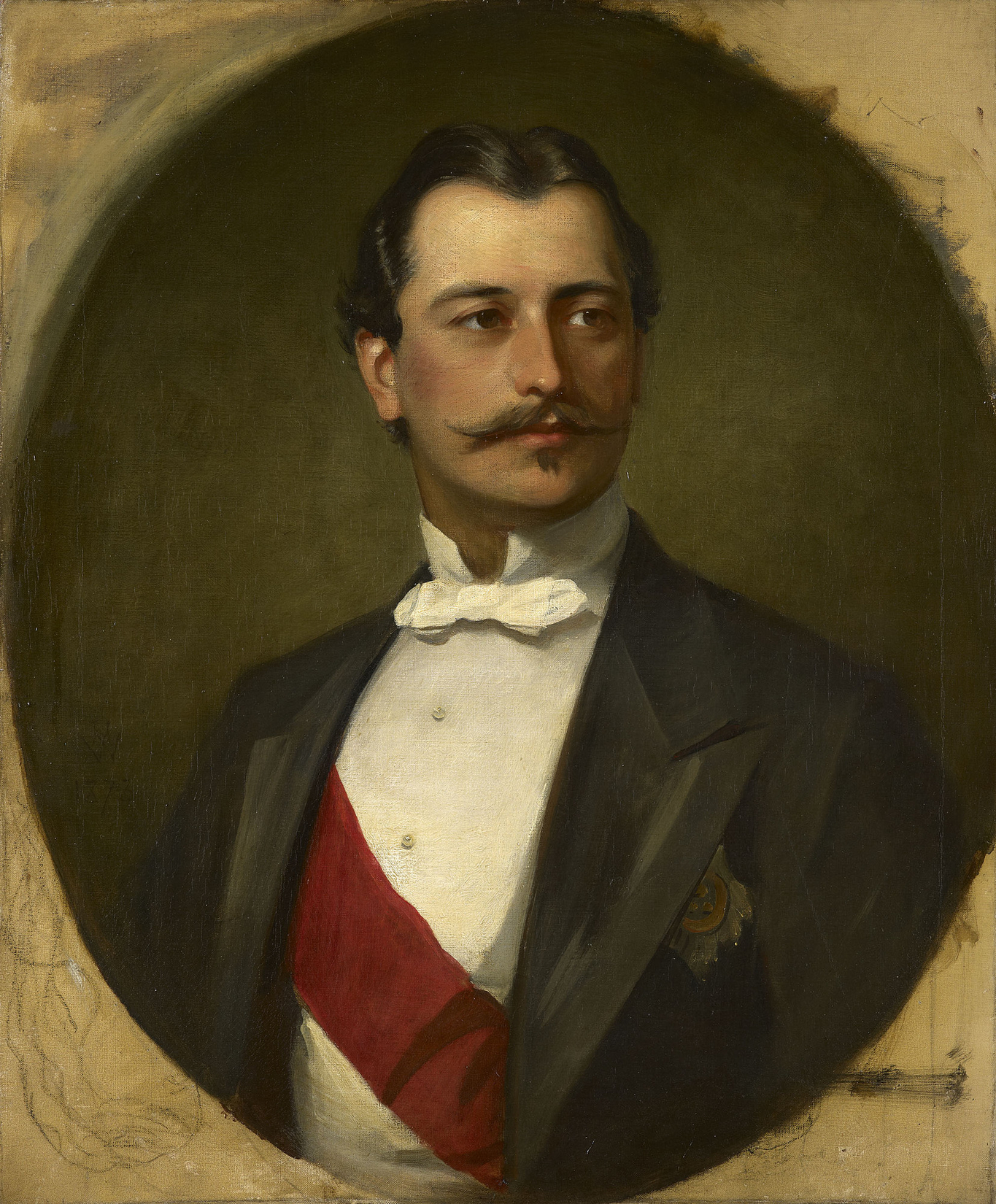
Il principe Francesco ritratto da Henry Weigall nel 1873, Royal Collection

Dato l'impoverimento di Francesco, la coppia fu costretta a sopravvivere con la piccola indennità parlamentare di Maria Adelaide di £ 5.000 all'anno, integrati dal reddito da sua madre, la Duchessa di Cambridge. Maria Adelaide richiese a sua cugina, la regina Vittoria, ulteriori fondi che furono accolti con un rifiuto, tuttavia, fu concesso loro un appartamento di grazia e favore a Kensington Palace a Londra e una casa di campagna, White Lodge, l'ex padiglione reale per la caccia al cervo a Richmond Park, sud-ovest di Londra.
Nonostante i redditi modesti del Duca e della Duchessa, conseguirono notevoli impegni sociali, cosa che li portò a indebitarsi. Nel 1883, si spostarono dal Regno Unito all'Europa continentale, dove rimasero con i parenti a Firenze ed in Germania. Infine tornarono nel Regno Unito nel 1885.

### Ultimi anni e morte
Con un ordine in consiglio del 1º luglio 1887, la Regina Vittoria concesse a Francesco l'appellativo di Sua Altezza come regalo per celebrare il suo Giubileo d'oro. Nonostante ciò, i duchi di Teck erano ancora visti come parenti minori, con poco status o ricchezze. La loro situazione migliorò quando nel 1891 la loro figlia, la principessa Mary di Teck (conosciuta come May nella sua famiglia) venne fidanzata con il secondo in linea di successione al trono britannico, il Principe Alberto Vittorio, Duca di Clarence e Avondale. La morte del giovane duca solo sei settimane dopo sembrò un colpo crudele. Tuttavia, la Regina Vittoria era affezionata alla Principessa Mary e combinò il suo matrimonio con il fratello minore del duca di Clarence e nuovo erede al trono, il Principe Giorgio, Duca di York.
Nel 1897 la Duchessa di Teck morì lasciando Francesco vedovo. Continuò a vivere a White Lodge senza svolgere alcun dovere reale anche se, per intercessione della figlia Mary, la Regina continuò a dargli il vitalizio parlamentare della Duchessa.
Francesco morì il 21 gennaio 1900 a White Lodge. Fu sepolto accanto alla moglie nella Royal Vault della Cappella di St. George, a Windsor.

## Discendenza

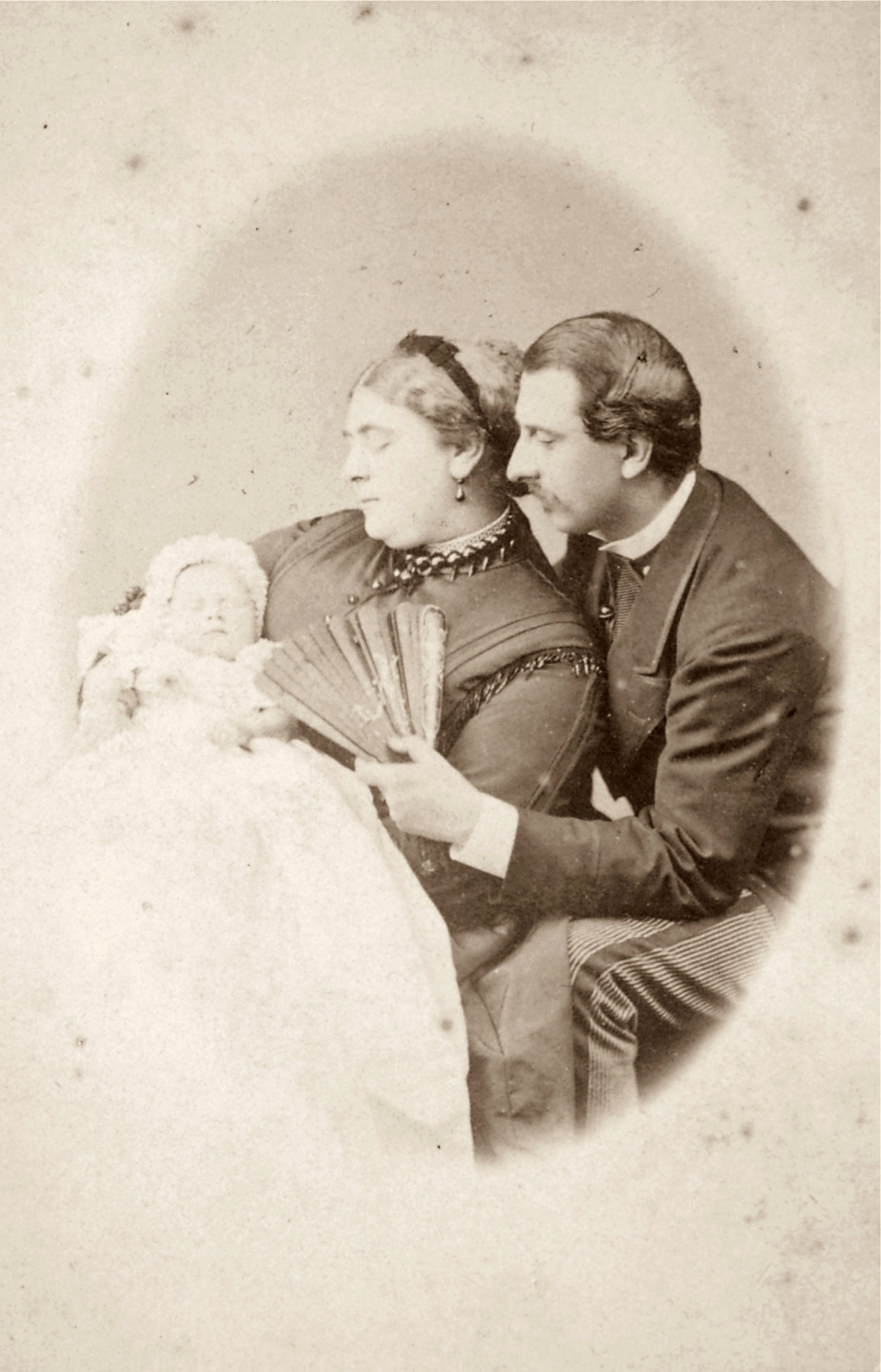
Il duca Francesco e la principessa Maria Adelaide di Cambridge fotografati nel 1867 insieme a loro figlia Maria

Il duca Francesco e la principessa Maria Adelaide di Cambridge ebbero quattro figli:
- Principessa Vittoria Maria di Teck, in seguito Regina consorte del Regno Unito (1867-1953);
- Principe Adolfo di Teck, in seguito Duca di Teck e Marchese di Cambridge (1868-1927);
- Principe Francesco di Teck (1870-1910);
- Principe Alessandro di Teck, in seguito Conte di Athlone (1874-1957).

## Ascendenza
|                               |                            |                                         | Genitori                                       |  |  | Nonni |  |  | Bisnonni                           |  |  | Trisnonni                         |  |
|                               |                            |                                         |                                                |  |  |       |  |  | Federico II Eugenio di Württemberg |  |  | Carlo I Alessandro di Württemberg |  |
|                               |                            |                                         |                                                |  |  |       |  |  | Federico II Eugenio di Württemberg |  |  | Carlo I Alessandro di Württemberg |  |
|                               |                            | Maria Augusta di Thurn und Taxis        |                                                |  |  |       |  |  | Federico II Eugenio di Württemberg |  |  |                                   |  |
| Ludovico di Württemberg       |                            |                                         |                                                |  |  |       |  |  | Federico II Eugenio di Württemberg |  |  |                                   |  |
|                               |                            | Federica Dorotea di Brandeburgo-Schwedt | Federico Guglielmo di Brandeburgo-Schwedt      |  |  |       |  |  |                                    |  |  |                                   |  |
|                               |                            | Federica Dorotea di Brandeburgo-Schwedt | Federico Guglielmo di Brandeburgo-Schwedt      |  |  |       |  |  |                                    |  |  |                                   |  |
|                               |                            | Federica Dorotea di Brandeburgo-Schwedt | Sofia Dorotea di Prussia                       |  |  |       |  |  |                                    |  |  |                                   |  |
| Alessandro di Württemberg     |                            | Federica Dorotea di Brandeburgo-Schwedt |                                                |  |  |       |  |  |                                    |  |  |                                   |  |
|                               |                            | Carlo Cristiano di Nassau-Weilburg      | Carlo Augusto di Nassau-Weilburg               |  |  |       |  |  |                                    |  |  |                                   |  |
|                               |                            | Carlo Cristiano di Nassau-Weilburg      | Carlo Augusto di Nassau-Weilburg               |  |  |       |  |  |                                    |  |  |                                   |  |
|                               |                            | Carlo Cristiano di Nassau-Weilburg      | Augusta Federica Guglielmina di Nassau-Idstein |  |  |       |  |  |                                    |  |  |                                   |  |
| Enrichetta di Nassau-Weilburg |                            | Carlo Cristiano di Nassau-Weilburg      |                                                |  |  |       |  |  |                                    |  |  |                                   |  |
|                               |                            | Carolina d'Orange-Nassau                | Guglielmo IV di Orange-Nassau                  |  |  |       |  |  |                                    |  |  |                                   |  |
|                               |                            | Carolina d'Orange-Nassau                | Guglielmo IV di Orange-Nassau                  |  |  |       |  |  |                                    |  |  |                                   |  |
|                               |                            | Carolina d'Orange-Nassau                | Anna di Hannover                               |  |  |       |  |  |                                    |  |  |                                   |  |
| Francesco di Teck             |                            | Carolina d'Orange-Nassau                |                                                |  |  |       |  |  |                                    |  |  |                                   |  |
|                               | Mihály Rhédey de Kis-Rhéde | …                                       |                                                |  |  |       |  |  |                                    |  |  |                                   |  |
|                               | Mihály Rhédey de Kis-Rhéde | …                                       |                                                |  |  |       |  |  |                                    |  |  |                                   |  |
|                               | Mihály Rhédey de Kis-Rhéde | …                                       |                                                |  |  |       |  |  |                                    |  |  |                                   |  |
| László Rhédey de Kis-Rhéde    | Mihály Rhédey de Kis-Rhéde |                                         |                                                |  |  |       |  |  |                                    |  |  |                                   |  |
|                               |                            | Terézia Bánffy de Losoncz               | …                                              |  |  |       |  |  |                                    |  |  |                                   |  |
|                               |                            | Terézia Bánffy de Losoncz               | …                                              |  |  |       |  |  |                                    |  |  |                                   |  |
|                               |                            | Terézia Bánffy de Losoncz               | …                                              |  |  |       |  |  |                                    |  |  |                                   |  |
| Claudine Rhédey von Kis-Rhéde |                            | Terézia Bánffy de Losoncz               |                                                |  |  |       |  |  |                                    |  |  |                                   |  |
|                               |                            | Gregor Inczédy de Nágy-Várad            | …                                              |  |  |       |  |  |                                    |  |  |                                   |  |
|                               |                            | Gregor Inczédy de Nágy-Várad            | …                                              |  |  |       |  |  |                                    |  |  |                                   |  |
|                               |                            | Gregor Inczédy de Nágy-Várad            | …                                              |  |  |       |  |  |                                    |  |  |                                   |  |
| Agnes Inczédy de Nagy-Várad   |                            | Gregor Inczédy de Nágy-Várad            |                                                |  |  |       |  |  |                                    |  |  |                                   |  |
|                               |                            | Karolina Barcsay de Nagy-Barcsa         | …                                              |  |  |       |  |  |                                    |  |  |                                   |  |
|                               |                            | Karolina Barcsay de Nagy-Barcsa         | …                                              |  |  |       |  |  |                                    |  |  |                                   |  |
|                               |                            | Karolina Barcsay de Nagy-Barcsa         | …                                              |  |  |       |  |  |                                    |  |  |                                   |  |
|                               |                            | Karolina Barcsay de Nagy-Barcsa         |                                                |  |  |       |  |  |                                    |  |  |                                   |  |

## Titoli e trattamento
- 28 agosto 1837 – 1º dicembre 1863: Conte Francesco di Hohenstein
- 1º dicembre 1863 – 16 dicembre 1871: Sua Altezza Serenissima, il principe Francesco di Teck
- 16 dicembre 1871 – 11 luglio 1887: Sua Altezza Serenissima, il Duca di Teck
- 11 luglio 1887 – 21 gennaio 1900: Sua Altezza, il Duca di Teck